# Auf der Alm, da gibt’s ka Sünd
Auf der Alm, da gibt’s ka Sünd ist ein deutsches Stummfilmlustspiel aus dem Jahre 1915 von Rudolf Biebrach mit Henny Porten in der Hauptrolle.

## Handlung
Käte Hannemann reist mit ihrem nachsichtigen Vater, einem Landesgerichtsrat, und ihrer griesgrämigen, sittenstrengen Tante Malchen zur Erholung in die Berge. Da Käte ein Wildfang ist und stets nur Streiche ausheckt, sieht sich ihr Vater gezwungen, sein Töchterchen auch mal zur Ordnung zu rufen und eine Strafe zu verhängen: Bei dem nächsten Ausflug ins Gebirgshochland muss sie daheimbleiben. Käte ist das gar nicht so unrecht und nützt die Zeit, um mit der Einheimischen Kathl auf die Alm zu wandern, um ihr dort bei den alltäglichen Arbeiten eines Bergbauerndirndl wie Kühe melken und Käsemachen zu helfen. Die „preußische“ Städterin stellt sich allerdings recht ungeschickt an, doch Kathl besitzt eine Engelsgeduld. 
Nur als die Bayerin das Gefühl hat, dass Käte ihr den Bua ihres Herzens abspenstig zu machen versucht, wird sie ziemlich ungemütlich, und die beiden Frauen kommen sich in die Haare. Gab’s bislang auf der Alm „ka Sünd“, so soll sich das in dem Moment ändern, als dort der junge Gerichtsassessor Walter Kreuznach auftaucht. Auch dieser Städter sucht Entspannung und Ruhe fernab der lärmenden Metropole. Nach einigen recht unangenehmen Erlebnissen dort droben entscheidet sich der junge Mann jedoch dazu, früher als geplant wieder ins Tal hinabzusteigen. Auch die schönste Zeit geht vorbei, und außerdem warten sicherlich schon der Herr Papa und die gestrenge Tante im Tal. Und so steigt auch Käte wieder hinab zu den Ihren.
Wieder zurück in der Heimatstadt, tritt der Referendar Kreuznach bei seinem neuen Vorgesetzten Gerichtsrat Hannemann seinen Dienst an. Wie kann er auch ahnen, dass dieser der Vater desjenigen Mädchens von der Alm ist, die er für eine echt alpine Kuhmagd hielt? Käte jedenfalls hat einen Heidenspaß, den jungen Mann, der ihr zunehmend gefällt, mit ihrem Rollenspiel – mal Stadtfräulein, mal Bauernmädel – ordentlich zu verwirren. Der junge Mann glaubt, den Verstand zu verlieren, da sorgt Käte für eine heitere Auflösung dieses Verwirrspiels. Schließlich werden sie und der junge Mann ein Paar.

## Produktionsnotizen
Auf der Alm, da gibt’s ka Sünd entstand in Bad Reichenhall (Außenaufnahmen), passierte die Filmzensur im Oktober 1915 und wurde am 31. Dezember 1915 in Berlins Mozartsaal uraufgeführt. Der dreiaktige Film war im Original 1000 Meter lang. Ein Jugendverbot wurde erteilt.
Für den bereits im Mai 1915 gestorbenen Drehbuchautor Walter Turszinsky war dies die letzte Filmarbeit.

## Kritik
„Ein reizenderes Lustspiel als dieses, haben wir seit längerer Zeit nicht bewundern können. Henny Porten ist wieder von entzückendem Charme und ergötzt durch ihren so schlichten und urwüchsigen Humor. Allerdings ist auch die Handlung des Films außerordentlich glücklich gewählt und der Hauptdarstellerin förmlich auf den Leib gedichtet.“